# Harry Liehr
Harry Liehr (* 15. Mai 1927 in Berlin; † 24. August 2022) war ein deutscher Politiker der SPD. Von 1971 bis 1975 war er in Berlin Senator für Arbeit und Soziales, dann bis 1976 Senator für Verkehr und Betriebe.

## Leben
Nach dreijähriger Berufsausbildung und Facharbeitertätigkeit sowie Studium in England (Fircroft College) und USA (Harvard University) wurde Harry Liehr Leiter der Abteilung Jugend, Berufsausbildung und Handwerk im DGB-Berlin. Nach seinem Ausscheiden aus der aktiven Politik wechselte er in die Privatwirtschaft. Er wurde Generalbevollmächtigter einer Unternehmensgruppe im Sozialbereich, später einer Aktiengesellschaft, der Treuhandelsgesellschaft. Zudem war er zwölf Jahre Mitglied des Ausschusses für Sozialwirtschaft bei der IHK Berlin. Neben seinen beruflichen und politischen Tätigkeiten war er in diversen Ehrenämtern tätig. 1964 wurde er zum Ehrenbürger von Atlantic City (New Jersey) sowie in Iowa. Harry Liehr verstarb im August 2022 im Alter von 95 Jahren.

## Politische Ämter
Harry Liehr war seit 1949 Mitglied der SPD. 1958 wurde er Mitglied des Abgeordnetenhauses von Berlin. Dort war er Mitglied im Fraktionsvorstand sowie Vorsitzender des parlamentarischen Jugendausschusses. 1962 wurde er Mitglied des Deutschen Bundestages. Dort war er zunächst jugendpolitischer, dann arbeitsmarkt- und sozialpolitischer Sprecher der SPD-Fraktion.
Von 1971 bis 1975 übernahm er in seiner Geburtsstadt den Posten als Senator für Arbeit und Soziales und war zudem Vertreter Berlins im Bundesrat. Ab 1975 wurde er Senator für Verkehr und Betriebe, in der Tätigkeit er auch zuständig für die zehn Eigenbetriebe des Landes Berlin, mit über 20.000 Beschäftigten war. Nach Prüfung eines zurückliegenden Personalskandals bei dem Eigenbetrieb KPM in der vorausgegangenen Legislaturperiode, in der andere verantwortlich waren, erfolgte 1976 der Rücktritt als Senator.
Er war bis 1977 Vorsitzender des Aufsichtsrates der Berliner Flughafen-Gesellschaft. Unter seiner Federführung wurde die Realisierung des „Flughafenumzugs“ von Tempelhof nach Tegel vorbereitet und durchgeführt. Bis 1979 wurde er wieder Mitglied im Abgeordnetenhaus von Berlin. Dort gehörte er dem Ausschuss für Wirtschaft an.
Er war neben seiner parlamentarischen Arbeit auch über 20 Jahre Wegbegleiter von Willy Brandt, beginnend unter dessen Vorsitz im Landesvorstand der SPD.

## Ehrungen
- 1998: Bundesverdienstkreuz 1. Klasse
- 2016: Stadtältester von Berlin